# 野村芳兵衛
野村 芳兵衛（のむら よしべえ、1896年3月26日 - 1986年11月4日）は、日本の教育者。岐阜県洞戸村（現在の関市洞戸地区）の農家に長男として生まれる。家は浄土真宗で特に親鸞に信仰しており、精神形成に大きな影響を残した。真宗の活動家梅原真隆（しんりゅう）に傾倒し、その言葉「純に生きる」を生涯を通じてのモットーとした。

## 経歴
農家を継ぐことになっていたが、高等小学校を終えた後、校長から代用教員にと嘱望され、准教員を経て岐阜師範学校卒業。地元の小学校、岐阜女子師範学校付属小学校を経て、1924年上京、野口援太郎が自由主義教育の模範校として創立した池袋児童の村小学校の訓導となる。農村の教育に従事してきたため、東京の知識人階層の新思想には馴染めないものを感じ、親鸞の同行二人の思想を借りて、生活を基礎にし共生協力、あるいは協同自治の精神で、みんなが共に学んでいくことのできる場を作っていくことを教師の役割と捉えた。1935年には児童の村小学校の内部に「生活教育研究会」を作り、機関誌『生活学校』を創刊、主幹となった。編集主任は戸塚廉。学校が1年で閉校になると雑誌は営利出版になり、手を引く。1936年の学校の閉校の最後までその場に留まった最後の教師になった。
第二次世界大戦後は、郷里の岐阜に帰り、1946年には岐阜師範学校で同期だった川口半平の取りなしにより岐阜師範学校付属の長良国民学校（のち小学校）の校長に迎えられる。ここでの教育実践は長良プランとして注目された。1953年に岐阜市立徹明小学校（現在の徹明さくら小学校）校長に異動になるが、この異動は破壊活動防止法案に批判的な発言をしたことが原因だとも言われた。1954年には岐阜大学附属小中学校創設に伴い、附属中学校主事となる。のちには聖徳学園女子短期大学にも勤めた。

## 著作
- 『文化中心修身新教授法』教育研究会　1925年（のち、『生命信順の修身教授法』）
- 『新教育に於ける学級経営』聚芳閣　1926年
- 『生活指導尋一修身教育の実際』人文書房　1930
- 『生活訓練と道徳教育』1932年
- 『生活学校と学習統制』厚生閣書店　1933
- 『共同体社会を基調とする尋一修身指導書』厚生閣　1934
- 『尋五～六の学級経営』厚生閣　1935　教へ方全書
- 『新文学精神と綴方教育』厚生閣　1936
- 『自然観察のさせ方』訓生社　1942
- 『家庭の教室』扶桑閣　1943
- 『孫の教育 みんなで育てよう』黎明書房　1965　新しい家庭教育シリーズ
- 『科学的態度を育てる幼児の自然あそび12カ月』黎明書房　1966
- 『0歳から6歳までの保育』黎明書房　1973
- 『野村芳兵衛著作集』全8巻 黎明書房 1973-74年

1 (生命信順の修身新教授法)
2 (新教育に於ける学級経営)
3 (生活訓練と道徳教育)
4 (生活学校と学習統制)
5 (新文学精神と綴方教育)
6 (生活教育論争)
7 (幼児教育論集)
8 (私の歩んだ教育の道)
- 『郷土教育の実現と夏休経営』『綴方生活』複刻版刊行委員会　1975
- 『続・0歳から6歳までの保育 保育診断と保育経営』黎明書房　1975
- 『あそびの回路と保育 しつけとあそびを貫く保育システム』黎明書房　1979
- 『出会いの保育―指導案の立て方から評価まで』黎明書房　1982年

## 共著
- 『尋一修身例話と指導法 教材連絡』河野通頼共著　厚生閣　1935
- 『生活作文の壁』芥子川律治共編著　黎明書房　1958　理論と実践を結ぶ教育叢書
- 『子どもの知恵をのばす自然観察ばなし』峰地光重共著　黎明書房　1967

## 関連書籍
- 岩本憲,岸武雄『ある教師の生活探究 野村芳兵衛の生活と教育』黎明書房　1970
- 岸武雄『芳兵衛さと半平さ』教育出版文化協会　1992